# Самоне (провинция Турин)
Самоне (итал. Samone, пьем. Samon) — коммуна в Италии, в регионе Пьемонт, подчиняется административному центру Турин.
Население составляет 1611 человек (2008 г.), плотность населения — 589 чел./км². Занимает площадь 3 км². Почтовый индекс — 10010. Телефонный код — 0125.
Покровителем населённого пункта считается святой Рох.

## Демография
Динамика населения:

## Администрация коммуны
- Официальный сайт: http://www.comune.samone.to.it/